# دبلوم صحافة
دبلومة الصحافة (أو دبلوم الصحافة) عبارة عن مؤهل أكاديمي في مجال الصحافة يتم الحصول عليه من كلية أو جامعة. وغالبًا ما يتم منح هذه الدبلومة بعد الدراسة لمدة عام واحد. وكما هو الحال مع الدبلومات بصفة عامة، غالبًا ما تكون الدبلومات في المجال الصحفي أكثر عملية أو تطبيقية من مجرد كونها دورة تؤدي إلى الحصول على درجة البكالوريوس أو درجة الماجستير في الصحافة. وتوفر بعض الجامعات دبلومات الدراسات العليا في الصحافة.
وبشكل تاريخي، فإن ظهور الدبلومات الصحفية عكس وجهة النظر التي تقلل إلى حد من شأن تعليم الصحافة، والتي ظهرت في بريطانيا وفي دول الكومنولث البريطاني، على خلاف الولايات المتحدة. ويوضح بريجس وبروك أنه، على الرغم من ظهور برامج الدرجات الجامعية في الولايات المتحدة من أواخر القرن التاسع عشر، لم تكن الجامعات البريطانية مهتمة بتوفير تعليم الصحافة بشكل رسمي، ولم تدخل إلى هذا المجال إلا على مستوى الدرجات الفرعية: «بين 1919 و1939، كانت الدبلومة الوحيدة التي يتم تدريسها على المستوى الجامعي في بريطانيا تتم في جامعة لندن».
وفي العشرينيات والثلاثينيات من القرن العشرين في أستراليا، بدأت أربع جامعات في توفير دورات الدبلومات في الصحافة كبرامج لدرجات فرعية، إلا أن أيًا من تلك الدورات لم تستمر بتلك الطريقة. (فقد تحولت منذ ذلك الحين إلى دورات لمنح درجات.)
وفي وقت حديث للغاية، ظهر نقاش وجدل حول المقارنات بين برامج الدبلومات والدرجات في مجال الصحافة، حيث يقول دعاة الدفاع عن الدبلومات إن الدورات الأقصر، من خلال تركيزها لفترة أقصر على النظريات، غالبًا ما تكون ذات صلة بالاحتياجات الصناعية. ومع ذلك، فإن الدورات التي تمنح الدرجات توفر تعرضًا نظريًا أعمق وتحليلاً أعمق للأمور الأخلاقية والقانونية.
وفي نيوزيلاندا، قامت صناعة الإعلام بتطوير دبلومة قومية للصحافة، حيث حددت منهجًا تتبعه مؤسسات التدريب المعتمدة، بما في ذلك الجامعات والكليات. ويوفر المجلس الوطني البريطاني لتدريب الصحفيين دورات تمنح شهادات، كما يقوم باعتماد الكليات والجامعات التي توفر الدبلومات والدرجات في المجال الصحفي.
هناك تطور آخر وهو الدبلومة المتخصصة في مجال معين للصحافة، مثل الصحافة الرياضية أو الصحافة العلمية أو الصحافة التجارية، والتي يتم تدريسها بصفة عامة على مستوى الخريجين.
توجد المؤسسات التي توفر دبلومة الصحافة باللغة الإنجليزية بصفة رئيسية في المملكة المتحدة وأيرلندا ودول الكومنولث.
من الأمثلة على دورات دبلومة الصحافة:
- جامعة كارديف، ويلز
- جامعة سيتي، لندن
- جامعة كونكورديا (كويبك)، كندا
- جامعة جريفيث، دبلن
- المعهد الهندي للاتصالات الشاملة
- للتعليم والتدريب الصحفي، أستراليا
- جامعة RMIT، أستراليا
- جامعة رودز، جنوب إفريقيا
- جامعة كانتربري، نيوزيلاندا
- جامعة ميسوري، الهند

## قائمة المصادر
- Asa Briggs and Peter Burke, A Social History of the Media: From Gutenberg to the Internet, Wiley, 2005
- Rod Kirkpatrick, Diploma to degree: 75 years of tertiary journalism studies, Australian Studies in Journalism, 1996, no. 5, pp. 256–264